# ヴィンチェンツ・フランツ・コステレツキー
ヴィンチェンツ・フランツ・コステレツキー（Vincenz Franz Kostelecky または Vincenz Franz Kosteletzky、1801年3月13日 - 1887年8月18日）は、チェコの植物学者、医師である。植物分類学や薬用植物の研究で知られる。

## 略歴
ブルノで生まれた。プラハ大学で医学を学び、植物学の教授、ヨハン・ミカン（Johann Christian Mikan）の助手となり、1831年にミカンの後をついで、薬用植物学の教授となった。1848年のヨーロッパでの革命（1848年革命）の後、プラハ大学が、チェコ語で授業を行う大学とドイツ語で授業を行う大学に分割された後、植物学の教授となり、1852年と1868年には大学の学長を務めた。植物分類学と薬用植物の研究を行い、評価の高い薬用植物の実用的な手引き書を執筆した。プラハ植物園の園長も務めた。
医師としては1830年のプラハでのコレラの流行時に貧しい患者のために働いた。子供がいなかったので資産を慈善活動に寄付した。
アオイ科の属名Kosteletzkyaに献名されている。

## 著書
- Clavis analytika in Floram Bohemiae phanerogamicam, Prag 1824
- Allgemeine medicinische pharmaceutische Flora, 6 Bände, Prag, 1831—1836
- Index plantarum horti caesarei regii botanici Pragensis, Prag 1844
- Allgemeine medizinisch-pharmazeutische Flora: Enthaltend die systematische Aufzählung und Beschreibung sämmtlicher bis jetzt bekannt gewordenen Gewächse aller Welttheile in ihrer Beziehung auf Diätetik, Therapie und Pharmazie, nach den natürlichen Familien des Gewächsreiches geordnet, 1836